# Struttura della Coppa Davis
La struttura della Coppa Davis è formata da diversi gruppi legati tra loro da un sistema di promozioni e retrocessioni.
Al vertice si trova il Gruppo mondiale (World group), in cui le squadre si affrontano in un tabellone ad eliminazione diretta. Al di sotto si trovano i gruppi formati in base ad un criterio regionale: la Zona Americana, la Zona Euro-Africana e la Zona Asia/Oceania. Ognuno di questi gruppi si suddivide in ulteriori quattro: i primi due sono strutturati con scontri ad eliminazione diretta come il World Group, mentre negli ultimi due le squadre formano un Round-robin. I vincitori di ogni gruppo verranno promossi al livello superiore, ad esclusione dei vincitori del Gruppo I che dovranno incontrare una delle squadre sconfitte al primo turno del World Group per salire in quello superiore, e i perdenti invece saranno retrocessi nel Gruppo inferiore, ad esclusione dei perdenti del Gruppo quattro, che costituisce il livello più basso,

## Struttura
Dal 2019 la Coppa Davis ha cambiato formula: a marzo si disputano gli incontri di qualificazione; a novembre si giocano le "finali", dove le squadre ammesse di diritto e quelle qualificate si scontrano divise in gironi, a cui segue un tabellone che parte dai quarti di finale. Le partite si disputano al meglio dei tre set e gli incontri al meglio delle tre partite (due singolari e un doppio).
| Livello | Raggruppamenti (Groups)              | Raggruppamenti (Groups)                  | Raggruppamenti (Groups)                  | Raggruppamenti (Groups)                 |
| ------- | ------------------------------------ | ---------------------------------------- | ---------------------------------------- | --------------------------------------- |
| 1       | World Group 18 nazionali             | World Group 18 nazionali                 | World Group 18 nazionali                 | World Group 18 nazionali                |
| 2       | Group I zona Americana 6 nazionali   | Group I zona Europa/Africa 11 nazionali  | Group I zona Europa/Africa 11 nazionali  | Group I zona Asia/Oceania 7 nazionali   |
| 3       | Group II zona Americana 8 nazionali  | Group II zona Europa/Africa 16 nazionali | Group II zona Europa/Africa 16 nazionali | Group II zona Asia/Oceania 8 nazionali  |
| 4       | Group III zona Americana 9 nazionali | Group III zona Europa 15 nazionali       | Group III zona Africa 10 nazionali       | Group III zona Asia/Oceania 9 nazionali |
| 5       |                                      |                                          |                                          | Group IV zona Asia/Oceania 11 nazionali |